# Pangenom

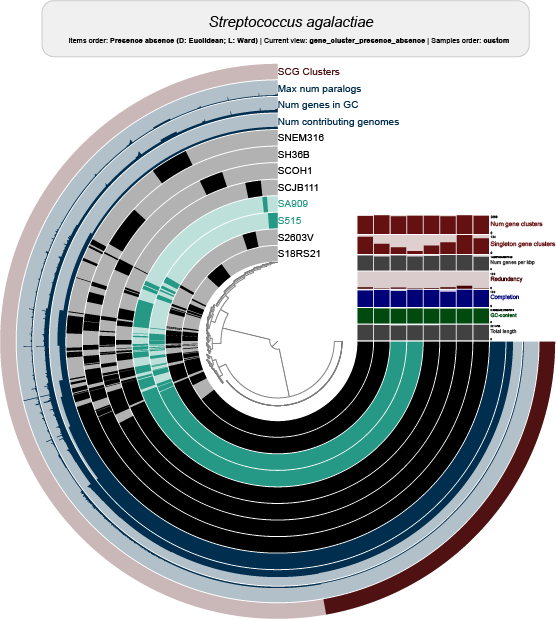
Pangenomová analýza genomů Streptococcus agalactiae byla provedena pomocí softwaru Anvi'o, jehož vývoj vede A. Murat Eren. Genomová data pochází ze studie Tettelin et al. (2005). Vizuálně je každý kruh v grafickém výstupu Anvi'o reprezentací jednoho genomu a každý paprsek představuje jednu genovou rodinu. Jádrové genové rodiny jsou lokalizovány ve spodní a pravé části schématu – některé z nich mohou být v jednotlivých genomech zastoupeny více homologními geny. Obalový genom je patrný ve střední části, vlevo od středu, zatímco dispenzabilní geny a singletóny (unikátní geny) jsou zobrazeny v levé horní části grafu.

Pangenom (pan-genom nebo supragenom) v molekulární biologii a genetice označuje souhrn všech genů, které se vyskytují napříč jedinci daného druhu nebo taxon.  Tento koncept lze chápat jako sjednocení genomů celé skupiny. Pangenom se obvykle dělí do tří hlavních částí: „core pangenom“, který obsahuje geny nalezené napříč všemi jedinci dané skupiny, „shell pangenom“, zahrnující geny přítomné u dvou a nebo více kmenů, a „cloud pangenom“, který obsahuje geny přítomné pouze u konkrétního kmene. Cloud pangenomová složka, označovaná někdy jako „přídatný genom“, který zahrnuje „postradatelné“ geny přítomné pouze u části kmenů nebo specifické pro jednotlivé kmeny. Zejména u rostlinných genomů byl však termín „postradatelné geny“ zpochybněn, protože přídatné geny hrají významnou roli v evoluci genomu a v komplexní interakci mezi genomem a prostředím.
Pangenom nabízí komplexní pohled na genetickou variabilitu a evoluční vývin daného druhu, a hraje tak klíčovou roli v jeho bližším porozumění.
Pojem pangenom byl poprvé definován Hervém Tettelinem a jeho spolupracovníky v roce 2005. Tettelin et al. použili tento termín při analýze genomu bakteriálního druhu Streptococcus agalactiae, kde ukázali, že genetická výbava jednoho druhu může být výrazně širší než genom jednoho konkrétního kmene. Tento přístup se stal průlomovým a otevřel cestu k analýze genetické variability dalších organismů.
Pangenom nachází široké využití v různých oblastech biologie. U bakterií pomáhá tento koncept lépe pochopit evoluci, patogenitu a rezistenci vůči antibiotikům, což je klíčové pro vývoj nových léčebných přístupů. U rostlin je pangenom užitečný při identifikaci genů, které jsou odpovědné za adaptaci na různé podmínky prostředí, což má zásadní význam pro šlechtění plodin odolných vůči změnám klimatu. U lidí a živočichů pangenom přispívá k odhalení genetických variací, které ovlivňují zdraví, predispozice k nemocem nebo adaptaci na různé prostředí. Tento koncept umožňuje výzkumníkům identifikovat nejen konzervované, ale i variabilní genetické prvky, což poskytuje ucelenější pohled na genetiku zkoumaných organismů.

## Historie

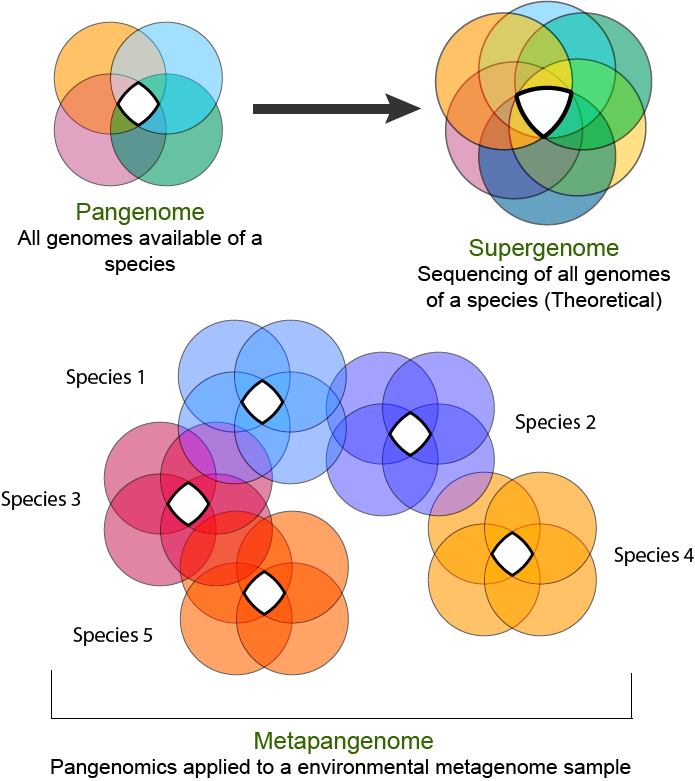
Supergenom je definován jako souhrn všech genů, které jsou teoreticky dostupné danému druhu – tedy pangenom za předpokladu, že by byly k dispozici sekvence všech jeho existujících genomů. Metapangenom představuje aplikaci pangenomové analýzy na metagenomické vzorky, přičemž se hodnotí soubor genů několika druhů společně sdílejících konkrétní prostředí. Tento přístup umožňuje zkoumat genetickou rozmanitost a adaptace na úrovni celých mikrobiálních společenstev.

Koncept pangenomu má své kořeny v roce 2005, kdy Hervé Tettelin a jeho kolegové poprvé představili tento termín v souvislosti s analýzou osmi izolátů bakteriálního druhu Streptococcus agalactiae. Tettelin a jeho tým ukázali, že genetická výbava druhu zahrnuje nejen geny společné všem jedincům (tzv. jádrový genom, který tvořil přibližně 80 % každého jednotlivého genomu), ale také geny přítomné jen u některých kmenů – ty tvoří tzv. přídatný a specifický genom. Tento přístup byl průlomový, protože umožnil vědcům lépe pochopit genetickou variabilitu a evoluční dynamiku uvnitř druhu. Navíc již tehdy autoři odhadli, že ani sekvenování stovek genomů by zřejmě nevyčerpalo veškerý genetický potenciál tohoto druhu – tedy že pangenom S. agalactiae je otevřený a stále rozšiřitelný.
Od té doby se koncept pangenomu rozšířil i na další organismy, včetně rostlin, živočichů a lidí. Vývoj sekvenačních technologií, jako je Whole Genome Sequencing (WGS), a pokroky v bioinformatice umožnily analýzu stále většího počtu genomů, což vedlo k hlubšímu pochopení genetické diverzity napříč druhy. Dnes je pangenom klíčovým nástrojem v oblastech, jako je evoluční biologie, medicína a zemědělství, a jeho význam stále roste.

### Supergenom
S rozvojem pangenomových analýz byl zaveden pojem supergenom, který označuje veškeré geny, jež jsou teoreticky dostupné danému druhu – tedy jakýsi „ideální“ pangenom, pokud by byly sekvenovány všechny existující genomy daného druhu. I když nelze velikost supergenomu přímo změřit, je možné ji odhadnout na základě trendů ve zvyšování velikosti pangenomu s přibývajícími genomy. V některých případech, zejména u bakterií, se supergenomy jeví jako téměř nekonečné. Pojem genomová fluidita, představený v roce 2011, umožňuje kvantifikovat podobnost mezi genomovými soubory a hodnotit diverzitu genového obsahu.

### Metapangenom
Dalším rozšířením konceptu je metapangenom, který kombinuje klasickou pangenomovou analýzu s metagenomickými daty získanými z celých mikrobiálních komunit. Metapangenom reprezentuje souhrn genů několika druhů v daném prostředí a zahrnuje jak sekvence z kultivovaných mikroorganismů, tak i z tzv. metagenome-assembled genomes (MAGs), tedy genomů rekonstruovaných přímo ze sekvenčních dat bez potřeby izolace organismů. Tento přístup umožňuje studovat ekologické adaptace, evoluční strategie, funkční aktivitu a interakční sítě celých komunit v konkrétním ekosystému.
K vizualizaci a integraci těchto rozsáhlých datových sad byly vyvinuty bioinformatické nástroje, jako je platforma Anvi'o, která poskytuje workflow pro generování, analýzu a vizualizaci metapangenomů. Díky tomu je možné například zkoumat, jak specifické prostředí filtruje genový fond pangenomu, což má zásadní význam pro mikrobiologii, ekologii i biotechnologie.

## Struktura

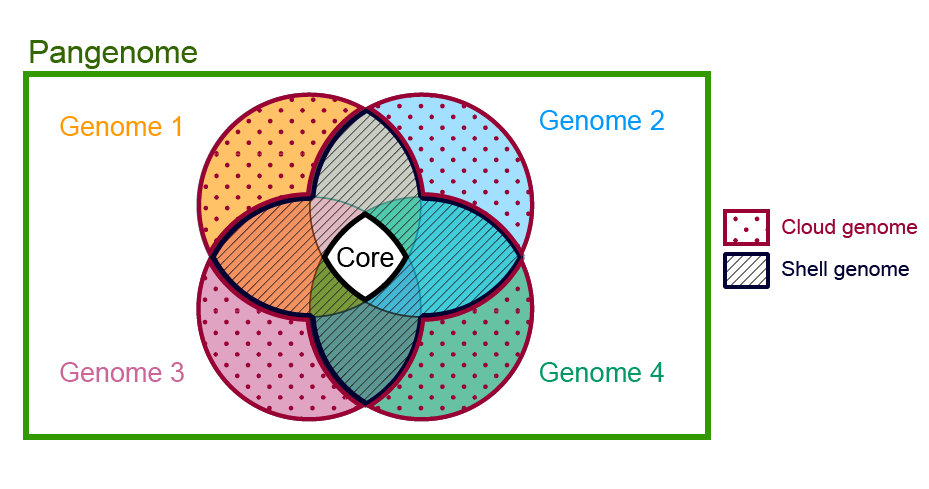
Tří hlavní části pangenomu: jádrový genom zahrnuje geny přítomné ve všech analyzovaných genomech, přičemž někteří autoři rozlišují i tzv. měkké jádro s výskytem nad 95 %, aby zohlednili možné sekvenační chyby. Obalový genom tvoří geny sdílené většinou genomů (10–95 %), zatímco proměnlivý neboli oblakový genom zahrnuje geny vyskytující se jen v jednom nebo v méně než 10 % genomů a označuje se také jako dispenzabilní. Tato klasifikace odráží míru konzervovanosti a variabilitu genového obsahu uvnitř druhu

Struktura pangenomu představuje klíčový rámec pro pochopení genetické rozmanitosti a evolučních procesů. Umožňuje klasifikovat geny na jádrové, přídatné a druhově specifické, přičemž každá z těchto jednotlivých kategorií přispívá k jedinečné genetické dynamice daného organismu.

### Jádrový genom
Jaderný genom (Core Genome) zahrnuje geny, které jsou společné pro všechny zástupce daného druhu. Tyto geny jsou považovány za nezbytné pro přežití a správný chod běžných biologických funkcí organismu, jako jsou metabolické dráhy, růst, reprodukce a udržování homeostáze. Jádrový genom je evolučně konzervován a jeho složení tak zůstává mezi jedinci stejného druhu takřka neměnné. tato část genomu je stěžejní pro charakterizaci druhu a často slouží jako referenční bod pro porovnání s variabilními částmi genomu. Například u bakterií zahrnuje jádrový genom geny nutné pro syntézu proteinů nebo základní buněčné procesy.

### Přídatný genom
Přídatný genom (Accessory Genome) obsahuje geny, které se vyskytují pouze u některých jedinců druhu. Tyto geny nejsou nezbytné pro přežití organismu, ale mohou hrát významnou roli v adaptaci na specifické environmentální podmínky nebo v evolučním procesu. Přídatné geny často zahrnují geny odpovědné za zvýšenou rezistenci vůči stresovým faktorům, patogenům nebo antibiotikům u bakterií. U rostlin mohou přídatné geny podporovat adaptaci na odlišné klimatické podmínky nebo přítomnost škůdců. Přídatný genom tedy často zahrnuje geny, které přispívají k diverzitě a evoluční flexibilitě druhu.

### Specifický genom
Specifické geny (Unique Genes) jsou variabilní genetickou složkou pro konkrétního jedince nebo kmen. Tyto geny mohou zajišťovat charakteristické funkce a vlastnosti, které nejsou běžné u ostatních zástupců druhu. Například u bakteriálních kmenů mohou specifické geny kódující určité toxiny nebo faktory virulence ovlivňovat schopnost daného kmene podmiňovat onemocnění. 
U vyšších organismů, včetně rostlin a živočichů, mohou specifické geny přispívat k unikátním fenotypovým vlastnostem, jako je barva květu a srsti nebo adaptace na konkrétní geografické podmínky. 

## Klasifikace

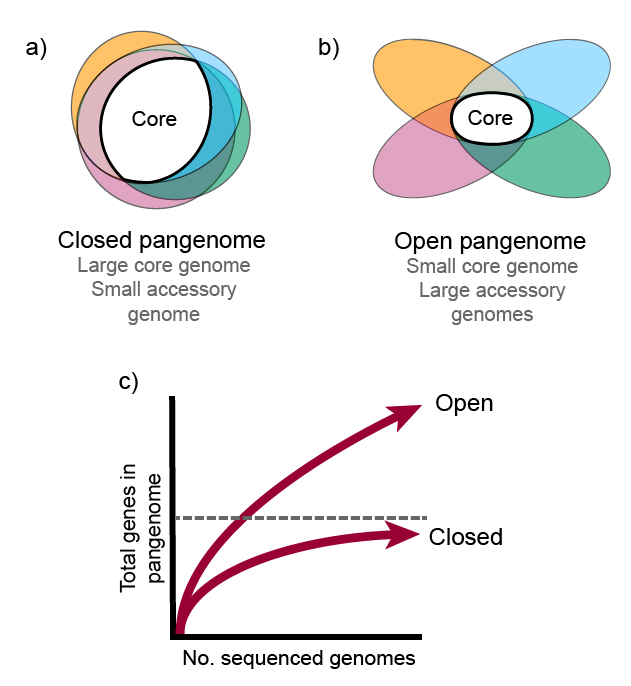
Uzavřené pangenomy se vyznačují velkým jádrovým genomem a malým přídatným genovým fondem. Naproti tomu otevřené pangenomy mají malé jádro a rozsáhlý přídatný genom. Velikost otevřeného pangenomu se s každým nově přidaným genomem dále zvětšuje, zatímco u uzavřeného pangenomu se celkový počet genů blíží asymptotické hodnotě, a proto jej lze s určitou mírou přesnosti předpovědět.

Pangenom v moderní genomice umožňuje hlubší pochopení genetické vnitrodruhové rozmanitosti i diverzity mezi druhy. Při studiu pangenomů se ukázalo, že jejich chování lze rozdělit do dvou základních kategorií – otevřené a uzavřené pangenomy – podle toho, jak se mění velikost pangenomu s přidáváním nových genomů

#### Otevřené pangenomy
O otevřeném pangenomu hovoříme tehdy, když se počet nově identifikovaných genových rodin v rámci daného druhu nebo taxonomické linie neustále zvyšuje, aniž by vykazoval známky nasycení – tedy bez toho, aby křivka pangenomu směřovala k asymptotické hodnotě. Znamená to, že každý nový genom přináší nové, dosud neobjevené geny, což naznačuje vysokou míru genetické rozmanitosti a evoluční otevřenost daného druhu.
Typickým příkladem organismu s otevřeným pangenomem je Escherichia coli – bakteriální druh, jehož jednotlivé genomy mají obvykle mezi 4000–5000 geny, zatímco celkový pangenom složený z přibližně 2000 sekvenovaných genomů zahrnuje až 89 000 různých genových rodin. Pangenom celého doménového taxonu bakterií je rovněž považován za otevřený.

#### Uzavřené pangenomy
Naopak uzavřený pangenom nastává tehdy, když přidání nových genomů do analýzy již přináší jen velmi málo nových genových rodin, a celkový počet genů v pangenomu se stabilizuje – křivka nárůstu pangenomu se tedy blíží asymptotě. Takové druhy bývají často ekologickými specialisty, endosymbionty nebo parazity, kteří se adaptovali na velmi specifické prostředí a jejichž genomická variabilita je tudíž omezená.
Příkladem je bakterie Staphylococcus lugdunensis, která žije jako komenzál na lidské kůži a má velmi konzervativní genetické složení – její pangenom je uzavřený.

### Matematická klasifikace
Formální klasifikace pangenomu jako otevřeného či uzavřeného se často provádí pomocí Heapsova zákona, který popisuje vztah mezi počtem genomů (n) a celkovým počtem genových rodin (N). Tento vztah je vyjádřen rovnicí: {\displaystyle N=kn^{-\alpha }}
kde:
- N je počet genových rodin,
- n je počet analyzovaných genomů,
- k je konstanta úměrnosti,
- α je exponent určující tvar křivky.

Na základě hodnoty exponentu α lze pangenom klasifikovat:
- pokud α ≤ 1, jedná se o otevřený pangenom
- pokud α > 1, jedná se o uzavřený pangenom

Většina moderního softwaru pro pangenomové analýzy (např. Roary, Panaroo, Anvi’o) umí α automaticky vypočítat a tím usnadnit rozhodování o povaze pangenomu.

## Význam a aplikace
Pangenom má zásadní význam v různých vědních oblastech. Jeho evoluční přínos spočívá v odrazu genetické diverzity a schopnosti adaptace jednotlivých organismů na měnící se podmínky prostředí. Díky analýze pangenomu je možné lépe pochopit, jak se druhy vyvíjejí, jaké genetické změny jim umožňují přežití a jak se přizpůsobují novým výzvám, jakou jsou například klimatické změny, či výskyt nových predátorů. Pangenom tak poskytuje cenné informace o evoluční dynamice a biologické rozmanitosti.
V zemědělství je pangenom využíván při šlechtění rostlin a zajištění genetické rozmanitosti plodin. Pangenomová analýza umožňuje identifikovat geny odpovědné za odolnost vůči škůdcům, infekcím a nepříznivým klimatickým podmínkám, jako je sucho či extrémní teploty. Na základě těchto informací jsou vyvíjeny plodiny s lepším přizpůsobením  k měnícím se klimatickým podmínkám a umožňují tak udržet koncept potravinové bezpečnosti (food security).

## Pangenomová variabilita
Pangenomomový analýza různých organismů poskytuje cenné poznatky o genetické diverzitě, adaptaci a evolučních procesech. Rozdíly mezi rostlinným a živočišným pangenomem jsou přitom zásadní. Rostlinné pangenomy dosahují obecně větších velikostí a zahrnují více genetických variancí. Tato skutečnost je podmíněna evolučním tlakem, který zajišťuje neustálou adaptaci organismů na různé environmentální podmínky. Naopak živočišné pangenomy jsou více zaměřené na sekvenční variance a zahrnují méně přídatných genů, což odráží jejich biologické potřeby.

### Pangenom prokaryot
U archaea byly provedeny studie pangenomu, například u halobakterií. Pangenom halobakterií zahrnuje jádrové geny (300), měkké jádro (998), shell (11 784) a cloud (36 531), což odráží jejich genetickou rozmanitost.
Bakteriální pangenom je klíčový pro pochopení jejich genetické variability a evoluce. Bakteriální pangenomy zahrnují jádrové geny, které jsou nezbytné pro základní funkce, a přídatné geny, které mohou zahrnovat faktory virulence, rezistenci vůči antibiotikům nebo adaptaci na specifické prostředí. Analýza pangenomu bakterií je zásadní pro vývoj nových antibiotik a vakcín, protože umožňuje identifikovat geny odpovědné za patogenitu a rezistenci.

### Pangenom eukaryot
Eukaryotické organismy, jako jsou houby, zvířata a rostliny, také vykazují důkazy o pangenomech. U čtyř druhů hub bylo zjištěno, že 80–90 % genových modelů tvoří jádrové geny, zatímco přídatné geny se podílejí na patogenezi a antimikrobiální rezistenci. U lidí se pangenom zaměřuje na genetickou rozmanitost, zatímco u rostlin pangenomy pomáhají při šlechtění plodin a odolnosti vůči chorobám.

#### Rostliny
U rostlin, jako jsou rýže, kukuřice nebo pšenice, pangenom odhaluje genetickou rozmanitost, která je klíčová pro šlechtění odolnějších a výnosnějších plodin. Například pangenom rýže pomohl identifikovat geny odpovědné za odolnost vůči suchu a chorobám, zatímco u kukuřice byly objeveny geny podporující adaptaci na různé klimatické podmínky. Tyto poznatky umožňují vývoj plodin, které jsou lépe přizpůsobeny měnícím se podmínkám prostředí a zajišťují potravinovou bezpečnost.

#### Člověk
U lidí je pangenom zkoumán v rámci projektu Human Pangenome Project, který se zaměřuje na mapování genetické rozmanitosti lidské populace. Tento projekt si klade za cíl vytvořit komplexnější referenční genom, který zahrnuje genetické variace napříč různými etnickými skupinami. Díky tomu mohou vědci lépe pochopit genetické predispozice k nemocem, identifikovat nové biomarkery a vyvíjet personalizovanou medicínu.

### Pangenom virů
Viry, na rozdíl od bakterií, postrádají geny, které by byly rozsáhle sdíleny napříč klady, jako je například gen 16S rRNA u bakterií. Z tohoto důvodu má jádrový genom celé virové domény nulovou hodnotu. Navzdory této skutečnosti bylo provedeno několik studií, které se zaměřily na výpočet pangenomu konkrétních virových linií. Například výzkum šesti druhů pandoravirů ukázal, že jejich jádrový genom tvoří 352 genových rodin, což odpovídá pouze 4,7 % celkového pangenomu. Tento výsledek naznačuje, že pandoraviry mají otevřený pangenom, což znamená, že při studiu nových druhů jsou neustále přidávány nové geny.

## Metodologie pangenomu
Metodologie tvorby pangenomu vyžaduje kombinaci pokročilejších sekvenačních technologií a bioinformatických nástrojů, které umožňují analýzu genetické variability a struktury pangenomu. Nezbytným nástrojem pro zprostředkování potřebných dat jsou technologie sekvenování třetí generace jako Single Molecule Real Time Sequencing (SMRT) a Nanopore Sequencing, které umožňují čtení dlouhých úseků na úrovní molekul. SMRT sekvenování zajišťuje mapování pangenomů pro klasifikaci kompletní genetické diverzity v rámci druhu, inovaci populací specifických referenčních genomů pro precizní medicínu a konfiguraci téměř kompletních mikrobiálních genomů a jejich plazmidů v rámci jediného experimentu.

### Celogenomové sekvenování
Nezbytnou metodou pro tvorbu pangenomu je Whole Genome Sequencing (WGS). Tato technologie umožňuje sekvenování celého genomu organismu, včetně kódujících i nekódujících oblastí. Díky pokroku v sekvenačních technologiích, jako jsou Illumina, PacBio nebo Oxford Nanopore, je nyní možné sekvenovat genomy s vysokou přesností a za nižší náklady. WGS poskytuje detailní informace o genetických variacích, jako jsou jednonukleotidové polymorfismy (SNPs), inserce, delece a strukturální změny v genomu. Tato metoda je základem pro identifikaci jádrového, přídatného a specifického genomu, což umožňuje vytvoření komplexního pangenomu.

### Bioinformatické nástroje a přístupy
Bioinformatika hraje zásadní roli při analýze a digitalizaci dat získaných sekvenováním. Jedním z klíčových přístupů je použití grafových reprezentací pangenomů, známých jako pangenomické grafy. Tyto grafy umožňují vizualizaci a analýzu genetických variací mezi jednotlivými jedinci nebo populacemi. Mezi používané bioinformatické nástroje patří například software pro sestavování genomů, jako je SPAdes a jiné specializované nástroje pro analýzu pangenomů. Tyto nástroje umožňují efektivní zpracování velkých datových souborů, identifikaci genetických variací a jejich interpretaci v kontextu evoluce a adaptace.